# Rahon
Rahon là một thành phố và là nơi đặt hội đồng đô thị (municipal council) của quận Nawanshahr thuộc bang Punjab, Ấn Độ.

## Địa lý
Rahon có vị trí 31°03′B 76°07′Đ / 31,05°B 76,12°Đ Nó có độ cao trung bình là 250 mét (820 feet).

## Nhân khẩu
Theo điều tra dân số năm 2001 của Ấn Độ, Rahon có dân số 12.046 người. Phái nam chiếm 52% tổng số dân và phái nữ chiếm 48%. Rahon có tỷ lệ 72% biết đọc biết viết, cao hơn tỷ lệ trung bình toàn quốc là 59,5%: tỷ lệ cho phái nam là 76%, và tỷ lệ cho phái nữ là 68%. Tại Rahon, 11% dân số nhỏ hơn 6 tuổi.